# Forschungsinstitut für Glücksspiel und Wetten
Das Forschungsinstitut für Glücksspiel und Wetten ist ein Forschungsinstitut in Bonn, das 2006 von den Professoren Franz Wilhelm Peren und Reiner Clement († 2017) der Hochschule Bonn-Rhein-Sieg gegründet wurde, jedoch in privatwirtschaftlicher Organisation institutionell unabhängig von der Hochschule agiert. Das Institut versteht sich als Beratungsunternehmen, das sich interdisziplinär mit wissenschaftlichen Fragestellungen und Gutachten beschäftigt zu Glücksspielen, Wetten und Sportwetten aus ökonomischer, rechtlicher, medizinischer, psychologischer, sozialwissenschaftlicher und mathematischer Sicht.

## Aufgaben und Projekte
Das Institut sieht seine Aufgabe darin, die unternehmerische oder gesellschaftspolitische Praxis aktiv zu beteiligen, so dass die Inhalte des Instituts im Wesentlichen mitbestimmt werden können. Die Mitglieder des Beirates bestimmen gemeinsam die Forschungsthemen und -inhalte. Auch exklusive Projekte für einzelne Mitglieder oder für die Branche sind möglich. Ziel ist es, unternehmerische und gesellschaftspolitische Praxis sinnvoll mit der Wissenschaft zu verbinden und in Form eines wissenschaftlichen Instituts zu institutionalisieren.

## Beirat
Die Mitglieder des Beirates unterstützen die Leitung des Forschungsinstituts in seiner strategischen Ausrichtung und in seinen Forschungsinhalten. Praxisnahe Forschung soll von den Mitgliedern des Beirates initiiert und auf regelmäßigen Foren im Wissenschaftszentrum des Stifterverbandes für die Deutsche Wissenschaft in Bonn entwickelt und ggf. veröffentlicht werden. Die Mitglieder des Beirates sind vor allem Rechtsanwälte.

## Forschungsthemen
- Messung und Bewertung des Suchtgefährdungspotentials des Onlinepokerspiels Texas Hold’em No Limit.
- Die volkswirtschaftlichen Auswirkungen der Vergnügungssteuer auf Unterhaltungsautomaten mit und ohne Gewinnmöglichkeit.
- Eine volkswirtschaftliche Kosten-Nutzen-Analyse des gewerblichen Automatenspiels für die Bundesrepublik Deutschland.
- Pathologie-Potenziale von Glücksspielprodukten. Eine komparative Bewertung von in Deutschland angebotenen Spielformen.
- Die volkswirtschaftlichen Kosten einer Monopolisierung von Sportwetten in der Bundesrepublik Deutschland. Die volkswirtschaftlichen Auswirkungen des Glücksspielstaatsvertrages für den deutschen Sportwettenmarkt.
- Entwicklung eines machbaren und objektiven Mess- und Beurteilungsinstruments zur Bewertung des Gefährdungspotentials von Glücksspielprodukten.
- Darstellung und Auswertung der herrschenden deutschen und europäischen Glücksspielforschung zum Thema Spielsucht.

## Publikationen (Auswahl)
- Blanco, Carlos; Blaszczynski, Alex; Clement, Reiner; Derevensky, Jeffrey; Goudriaan, Anna E.; Hodgins, David C.; van Holst, Ruth J.; Ibanez, Angela; Martins, Silvia S.; Moersen, Chantal; Molinaro, Sabrina; Parke, Adrian; Peren, Franz W.; Petry, Nancy M., and Wardle, Heather: Assessment Tool to Measure and Evaluate the Risk Potential of Gambling Products, ASTERIG: A Global Validation. In: Gaming Law Review and Economics. Volume: 17 Issue 9, pages 635-642.
- Blanco, Carlos; Blaszczynski, Alex; Clement, Reiner; Derevensky, Jeffrey; Goudriaan, Anna E.; Hodgins, David C.; van Holst, Ruth J.; Ibanez, Angela; Martins, Silvia S.; Moersen, Chantal; Molinaro, Sabrina; Parke, Adrian; Peren, Franz W.; Petry, Nancy M., and Wardle, Heather: Assessment Tool to Measure and Evaluate the Risk Potential of Gambling Products - ASTERIG. In: The Journal of Gambling Business and Economics, Vol. 7, No 1.
- Franz W. Peren, Reiner Clement: Evaluation of the Pathologic Potential of Gambling Products, in: The Journal of Gambling Business and Economics, 2011, Vol. 5, No. 3, pp 44-54.
- Franz W. Peren: Assessment Tool to Measure and Evaluate the Risk Potential of Gambling Products: AsTERiG, in: The Journal of Gambling Business and Economics, 2011, Vol. 5, No. 2, pp 54-66.
- Evaluation of the Pathologic Potential of Gambling Products, Forschungsinstitut für Glücksspiel und Wetten, 2011, Download
- Franz W. Peren, Reiner Clement, Wiltrud Terlau: Eine volkswirtschaftliche Kosten-Nutzen-Analyse des gewerblichen Geld-Gewinnspiels für die Bundesrepublik Deutschland, Verlag Medien und Recht, München, 2012.
- Die volkswirtschaftlichen Auswirkungen der Vergnügungssteuer auf Unterhaltungsautomaten mit und ohne Gewinnmöglichkeit, Forschungsinstitut für Glücksspiel und Wetten, 2011, Download
- Pathologie-Potenziale von Glücksspielprodukten – Eine komparative Bewertung von in Deutschland angebotenen Spielformen, Forschungsinstitut für Glücksspiel und Wetten, 2011, Download
- Luca Rebeggiani: Die Vorschläge der Länder zur Reform des GlüStV – Eine ökonomische Analyse, 2011, Download
- Assessment Tool to Measure and Evaluate the Risk Potential of Gambling Products – AsTERiG, Research Institute for Gambling and Gaming, 2010, Download
- Ralf Bender: Zur Anwendbarkeit des § 284 StGB seit Geltung des Glücksspielstaatsvertrages, 2011, Download
- Die volkswirtschaftlichen Kosten einer Monopolisierung von Sportwetten in der Bundesrepublik Deutschland, Die volkswirtschaftlichen Auswirkungen des Glücksspielstaatsvertrages für den deutschen Sportwettenmarkt, 2010 Download (PDF; 1,8 MB)
- Mess- und Bewertungsinstrument zur Feststellung des Gefährdungspotentials von Glücksspielprodukten, Wissenschaftliches Forum Glücksspiel, 2010 Download (PDF; 725 kB)